# 金麵
金麵，又稱泰北金麵（泰語： [kʰâw sɔːj]），是泰北菜裡最著名的麵品之一，因其黃金色的麵條而得名。

## 歷史
關於金麵的起源有不同的說法，比較一致的說法是它的起源地應該是大傣族（ไทยใหญ่）聚居的緬甸北撣邦中國邊境，後來隨著大傣族向周邊地區的遷徙而帶入，成為緬甸，印度，泰國北部和寮國北部聞名遐邇的麵食。提起泰國北部著名旅遊城市清邁的美食，眾多資訊都會提到金麵那令人難忘的味道，作為那裡著名的小吃，大街小巷中都會有金麵的身影。在泰國國內和世界各國的泰國北部地區旅遊資訊裡，「吃一碗泰北金麵」曾被譽為「到清邁必做的十件事之一」，而且是當中唯一提到的食物資訊，可見金麵在泰北菜中的特有地位。過去金麵一直沒有一個正規的中文譯名，有的人按緬語和泰語音譯為「靠摔」，也有人翻譯為「雞蛋麵」、「咖喱麵」等，都不甚規範或不盡全面。清邁的「皎月金麵」是泰國第一家使用中文名「金麵」的泰北金麵店，因為這個譯名表達了泰國人對這種麵食的深厚情感，照顧到了中文的美感，以及貼切地描述了金麵的黃金般的顏色，因此這裡採用它作為這種食品的中文規範名稱。

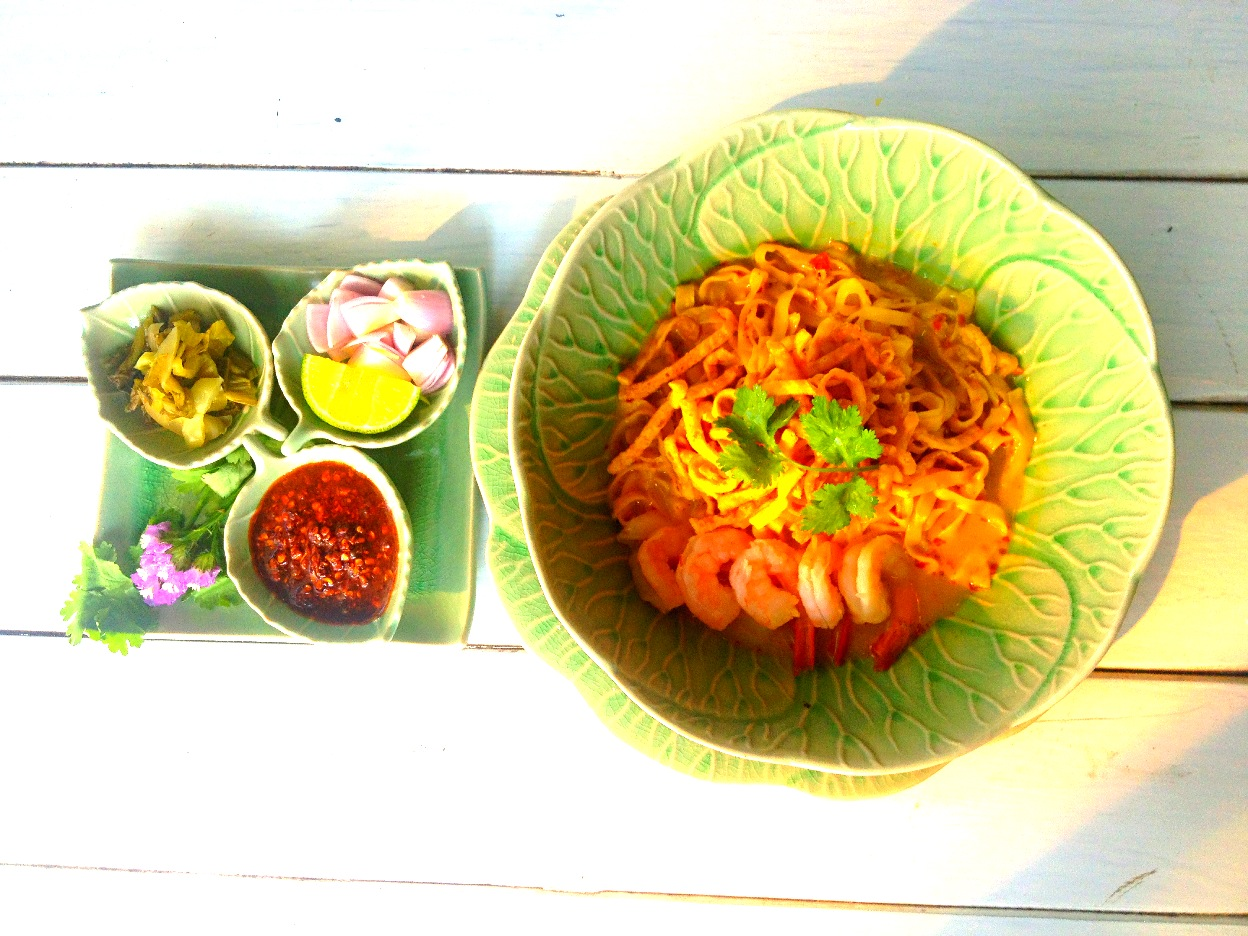
泰國清邁“雙擊清邁”咖啡茶點屋的鮮蝦金麺

## 作法
因受到中國回族飲食文化的影響，與其他典型的泰北菜不同的是，金麵是以小麥製作的雞蛋麵，加入雞肉、牛肉和椰奶等配料來烹製，而不是泰國平常所見的大米製作的米線和豬肉配料。金麺湯多以咖喱配上胡姜、薑黃和生薑作為湯底，加上椰奶、醬油與棕櫚糖等來燉熟，澆淋到煮熟的金麺上即可烘出那獨特的香味。金麺還多配以辛辣的配料如香蔥、醃辣酸菜和辣椒醬等。除了傳統的雞肉和牛肉金麺，還有鮮蝦金麺、墨魚金麺、泰北香腸金麺、蕉葉豬肉金麺、雜菜金麺、金麺沙拉、金麺捲筒粉等各種新穎的配料和做法。